# Seznam županov Občine Gorica
Župan Gorice je eden od organov Občine Gorica.

## Avstrijsko cesarstvo(1851–1918)
| Obdobje | Obdobje |  | Prvi občan               | Funkcija                     | Opombe                                                                                 |
| ------- | ------- |  | ------------------------ | ---------------------------- | -------------------------------------------------------------------------------------- |
| 1851    | 1861    |  | Carlo Doliac de Cipriani | Podeštat                     | -                                                                                      |
| 1861    | 1863    |  | Luigi Pajer              | Podeštat                     | Imenovanja Carla Favettija, ki ga je predlagal mestni svet, avstrijska vlada ne odobri |
| 1864    | 1869    |  | Luigi de Visini          | Podeštat                     | -                                                                                      |
| 1869    | 1872    |  | Alessandro de Claricini  | Podeštat                     | -                                                                                      |
| 1872    | 1873    |  | Carlo Coronini Cronberg  | Podeštat                     | -                                                                                      |
| 1873    | 1876    |  | Carlo Perinello          | Podeštat                     | -                                                                                      |
| 1877    | 1882    |  | Giuseppe Deperis         | Podeštat                     | -                                                                                      |
| 1882    | 1894    |  | Giuseppe Maurovich       | Podeštat                     | -                                                                                      |
| 1894    | 1905    |  | Carlo Venuti             | Podeštat                     | -                                                                                      |
| 1905    | 1908    |  | Francesco Marani         | Podeštat                     | -                                                                                      |
| 1908    | 1915    |  | Giorgio Bombi            | Podeštat                     | Aretiran in deportiran zaradi iredentizma                                              |
| 1915    | 1916    |  | Ernesto Dandini          | Cesarski in kraljevi komisar | -                                                                                      |
| 1916    | 1917    |  | Giovanni Sestilli        | Kraljevi komisar             | Savojsko imenovanje pod okupacijo                                                      |
| 1917    | 1918    |  | Ernesto Dandini          | Cesarski in kraljevi komisar | -                                                                                      |

## Kraljevina Italija(1918–1945)
| Obdobje           | Obdobje | Prvi občan                | Stranka                           | Funkcija                 |
| ----------------- | ------- | ------------------------- | --------------------------------- | ------------------------ |
| 1918              | 1922    | Giorgio Bombi             |                                   | Župan                    |
| 1922              | 1922    | Antonio Bonne             |                                   | Župan                    |
| 1923              |         |                           |                                   | Prefekturni komisar      |
| 1924              | 1934    | Giorgio Bombi             |                                   | Župan, kasneje podeštat  |
| 1934              | 1938    | Valentino Pascoli         |                                   | Podeštat                 |
| 1939              | 1943    | Antonio Casasola          |                                   | Podeštat                 |
| 1943              | 1944    | Luigi Sussi               |                                   | Podeštat                 |
| 1944              | 1945    | Alessio Coronini Cronberg |                                   | Podeštat                 |
| 8. september 1945 | 1946    | Giovanni Stecchina        | Italijanska republikanska stranka | Predsednik Občine Gorica |

## Italijanska republika(od 1946)
| Župani izvoljeni v Občinski svet (1946–1994)           | Župani izvoljeni v Občinski svet (1946–1994)         | Župani izvoljeni v Občinski svet (1946–1994) | Župani izvoljeni v Občinski svet (1946–1994) | Župani izvoljeni v Občinski svet (1946–1994) | Župani izvoljeni v Občinski svet (1946–1994) | Župani izvoljeni v Občinski svet (1946–1994) | Župani izvoljeni v Občinski svet (1946–1994) | Župani izvoljeni v Občinski svet (1946–1994) |
| Ime                                                    | Ime                                                  | Stranka                                      | Stranka                                      | Stranka                                      | Stranka                                      | Mandat                                       | Mandat                                       | Volitve                                      |
| Ime                                                    | Ime                                                  | Stranka                                      | Stranka                                      | Stranka                                      | Stranka                                      | Začetek                                      | Konec                                        | Volitve                                      |
| ------------------------------------------------------ | ---------------------------------------------------- | -------------------------------------------- | -------------------------------------------- | -------------------------------------------- | -------------------------------------------- | -------------------------------------------- | -------------------------------------------- | -------------------------------------------- |
|                                                        | Giovanni Stecchina                                   |                                              | Italijanska republikanska stranka            | Italijanska republikanska stranka            | Italijanska republikanska stranka            | 1946                                         | 13. november 1948                            | –                                            |
|                                                        | Ferruccio Bernardis                                  |                                              | Krščanska demokracija                        | Krščanska demokracija                        | Krščanska demokracija                        | 13. november 1948                            | 1956                                         | 1948                                         |
| 1956                                                   | Ferruccio Bernardis                                  | 19. julij 1961                               | Krščanska demokracija                        | Krščanska demokracija                        | Krščanska demokracija                        | 1956                                         |                                              |                                              |
|                                                        | Luigi Poterzio                                       |                                              | Krščanska demokracija                        | Krščanska demokracija                        | Krščanska demokracija                        | 19. julij 1961                               | 31. januar 1964                              | 1961                                         |
|                                                        | Franco Gallarotti                                    |                                              | Krščanska demokracija                        | Krščanska demokracija                        | Krščanska demokracija                        | 31. januar 1964                              | 2. oktober 1965                              | 1961                                         |
|                                                        | Michele Martina                                      |                                              | Krščanska demokracija                        | Krščanska demokracija                        | Krščanska demokracija                        | 2. oktober 1965                              | 1970                                         | 1965                                         |
| 1970                                                   | Michele Martina                                      | 27. marec 1972                               | Krščanska demokracija                        | Krščanska demokracija                        | Krščanska demokracija                        | 1970                                         |                                              |                                              |
|                                                        | Pasquale De Simone                                   |                                              | Krščanska demokracija                        | Krščanska demokracija                        | Krščanska demokracija                        | 1970                                         | 27. marec 1972                               | 1975                                         |
| 1975                                                   | Pasquale De Simone                                   | 4. oktober 1980                              | Krščanska demokracija                        | Krščanska demokracija                        | Krščanska demokracija                        | 1975                                         |                                              |                                              |
|                                                        | Antonio Scarano                                      |                                              | Krščanska demokracija                        | Krščanska demokracija                        | Krščanska demokracija                        | 4. oktober 1980                              | 1985                                         | 1980                                         |
| 1985                                                   | Antonio Scarano                                      | 1990                                         | Krščanska demokracija                        | Krščanska demokracija                        | Krščanska demokracija                        | 1985                                         |                                              |                                              |
| 1990                                                   | Antonio Scarano                                      | 24. januar 1992                              | Krščanska demokracija                        | Krščanska demokracija                        | Krščanska demokracija                        | 1990                                         |                                              |                                              |
|                                                        | Erminio Tuzzi                                        |                                              | Krščanska demokracija                        | Krščanska demokracija                        | Krščanska demokracija                        | 1990                                         | 24. januar 1992                              | 16. september 1993                           |
|                                                        | Lorenzo de' Luca di Pietralata (Prefekturni komisar) | –                                            | –                                            | –                                            | –                                            | 16. september 1993                           | 22. februar 1994                             | –                                            |
|                                                        | Pantaleo Zacheo (Izredni komisar)                    | –                                            | –                                            | –                                            | –                                            | 22. februar 1994                             | 27. junij 1994                               | –                                            |
| Župani izvoljeni neposredno s strani občanov (od 1994) |                                                      |                                              |                                              |                                              |                                              |                                              |                                              |                                              |
| Ime                                                    | Ime                                                  | Stranka                                      | Stranka                                      | Koalicija                                    | Koalicija                                    | Mandat                                       | Mandat                                       | Volitve                                      |
| Ime                                                    | Ime                                                  | Stranka                                      | Stranka                                      | Koalicija                                    | Koalicija                                    | Začetek                                      | Konec                                        | Volitve                                      |
|                                                        | Gaetano Valenti                                      |                                              | Naprej Italija                               |                                              | FI-AN                                        | 27. junij 1994                               | 29. junij 1998                               | 1994                                         |
|                                                        | Gaetano Valenti                                      | FI-AN-CCD                                    | Naprej Italija                               | 29. junij 1998                               | 11. junij 2002                               | 1998                                         |                                              |                                              |
|                                                        | Vittorio Brancati                                    |                                              | Demokracija je svoboda - Marjetica           |                                              | DS-DL-PRC                                    | 11. junij 2002                               | 29. maj 2007                                 | 2002                                         |
|                                                        | Ettore Romoli                                        |                                              | Naprej Italija                               |                                              | FI-AN-UDC-LN                                 | 29. maj 2007                                 | 7. maj 2012                                  | 2007                                         |
|                                                        | Ettore Romoli                                        | Ljudstvo svobode                             |                                              | PdL-UdC-LN-PP-FLI-LD-državljanske liste      | 7. maj 2012                                  | 26. junij 2017                               | 2012                                         |                                              |
|                                                        | Rodolfo Ziberna                                      |                                              | Naprej Italija                               |                                              | FI-LN-FdI-UdC-PP-državljanske liste          | 26. junij 2017                               | danes                                        | 2017                                         |